# 116 Sirona
Sirona /ˈsɪroʊnə/ (định danh hành tinh vi hình: 116 Sirona) là một tiểu hành tinh hơi lớn và có màu sáng ở vành đai chính, thuộc kiểu quang phổ S. Ngày 8 tháng 9 năm 1871, nhà thiên văn học người Mỹ gốc Đức Christian H. F. Peters phát hiện tiểu hành tinh Sirona khi ông thực hiện quan sát tại Đài quan sát Litchfield và đặt tên nó theo tên Sirona, nữ thần chữa bệnh trong thần thoại Celtic.